# Хосе Бустаманте
Хосе Бустаманте Мірамонтес (ісп. José Bustamante Miramontes, 1 січня 1907, Ла-Пас, Болівія — дата смерті невідома) — болівійський футболіст, що грав на позиції нападника за клуб «Літораль» (Ла-Пас), а також національну збірну Болівії.

## Клубна кар'єра
Грав за команду клубу «Літораль» (Ла-Пас). 

## Виступи за збірну
1926 року дебютував в офіційних матчах у складі національної збірної Болівії. Протягом кар'єри у національній команді, яка тривала 5 років, провів у її формі 9 матчів, забивши 2 голи.
У складі збірної був учасником Чемпіонату Південної Америки 1926 року у Чилі, Чемпіонату Південної Америки 1927 року у Перу, чемпіонату світу 1930 року в Уругваї, де зіграв проти Югославії (0:4) і Бразилії (0:4).